# 松柏嶺受天宮
23°49′54″N 120°37′52″E / 23.83167°N 120.63111°E

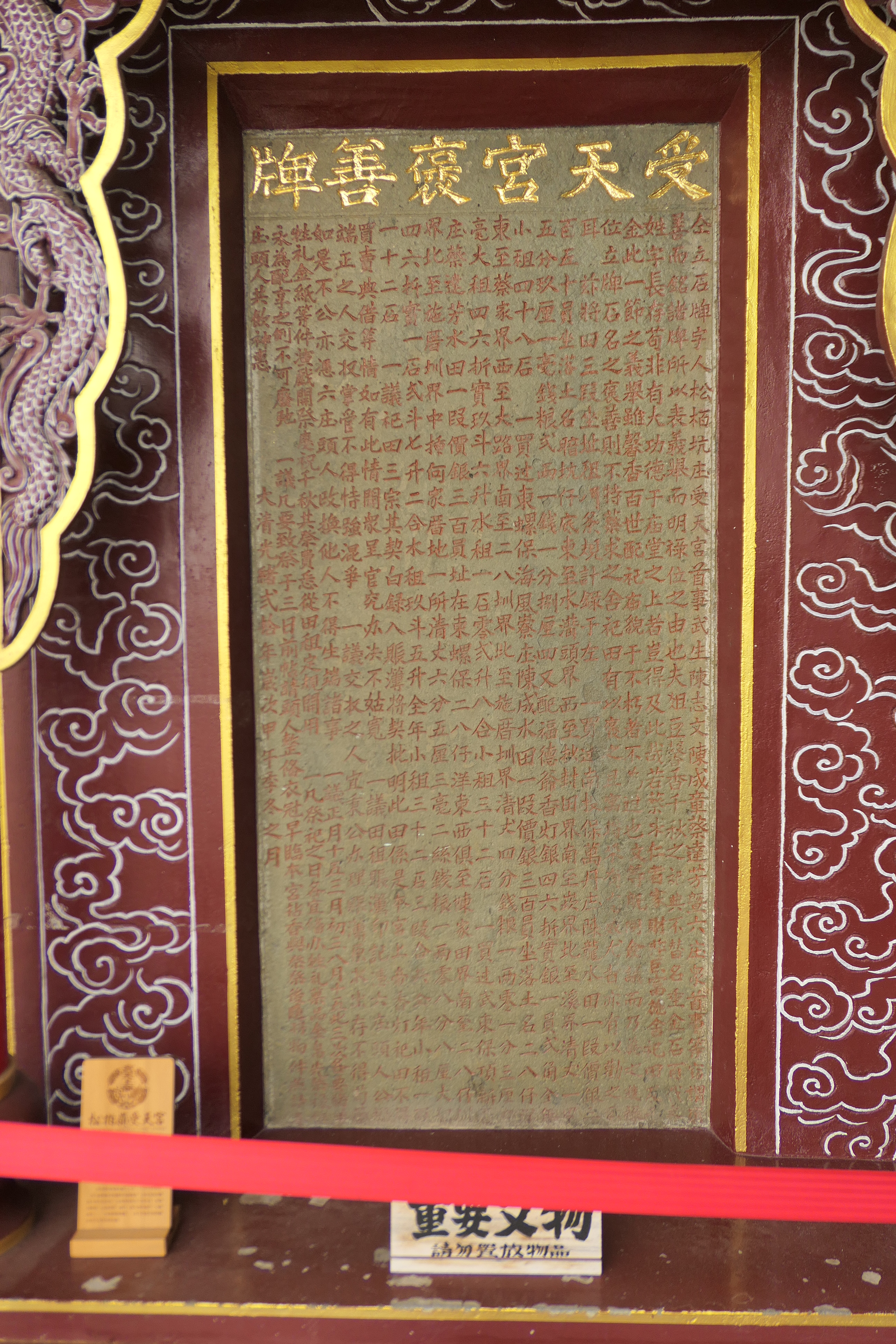
受天宮褒善牌

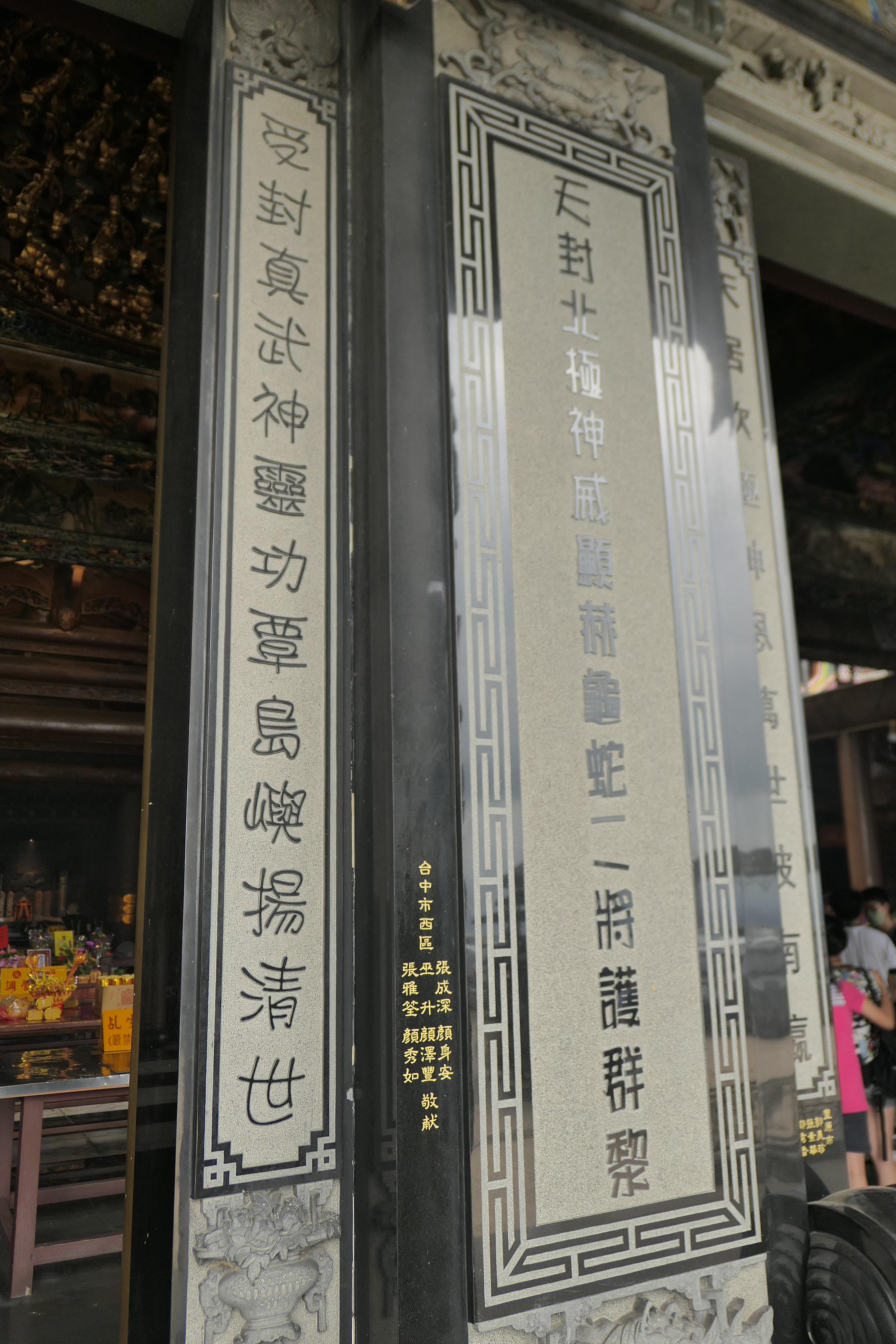
受天宮楹聯，字體明顯與其他廟宇不同

松柏嶺受天宮為奉祀道教神祇北極玄天上帝的廟宇，位於台灣南投縣名間鄉松柏嶺。
松柏嶺的舊地名為松柏坑，於八卦山脈南端，海拔約440公尺，由受天宮分香之宮、觀、壇、宇計1萬8千餘座，是台灣玄天上帝信仰的進香中心。

## 歷史
受天宮緣起於永曆十一年（1657年），自福建渡海來台定居之李、陳、謝、劉等人氏，定居在松柏坑，於受天宮現今廟址前登廟步道山谷底墾荒伐木製板、搭寮居住，並奉祀從故鄉帶來之玄天上帝香火。後該等人氏遷徙他處，遺留玄天上帝香火在該寮中，居民夜間常見光芒，前往卻無人火，儘見寮中祀有北極玄天上帝香火。
永曆三十五年（1681年），附近居民捐資建立小祠，奉祀先民遺留之玄天上帝香火。
乾隆二年（1737年）農曆三月初三日夜北極玄天上帝萬壽日，香火發出燦爛毫光，並採乩指點建廟地點（現址）係龜蛇穴吉地，稱「龍蝦見江」，居民集資建築小廟於此(現廟址內殿之處)為奠定受天宮之基。
乾隆十年（1745年）北極玄天上帝化身白鬚老翁，前往彰化鹿港（一說為田中）雕塑店訂塑玄天上帝神像（即現奉祀之大上帝、二上帝、三上帝寶像）三尊，並指定形態寸法。後通知松柏坑人士迎回，經地方人士商議擴建廟宇，奉祀北極玄天上帝為主神並遵北極玄天上帝聖示命名為受天宮。
道光二十六年（1846年）松柏坑庄民相議，往漳州府漳浦縣舊鎮甘霖社割香返鄉（可能是今漳浦縣舊鎮鎮甘林村甘霖宮）。
咸豐元年（1851年）農曆三月由弓鞋村陳雪生、陳麗水、陳歪生及松柏坑歐登份（或歐登雲之筆誤）先生等九人醵資二千五百餘元重修廟宇，增雕玄天上帝部將趙元帥、康元帥神像奉祀。
同治四年（1865年）戴潮春事件，番仔寮(名間鄉東湖村)士紳陳雲龍率族人舉白旗協助官兵攻打戴軍，因平定有功而受到清廷拔擢，陳雲龍以「盡先守府藍翎即補斗六都閫府」的遇缺即補的準官銜敬謝匾額「靈威赫濯」一道答謝神恩蔭佑，一方面也藉此匾額敬告庄民歸順清國。文：同治四年乙丑季春月吉日‧置。靈威赫濯儘先守府藍翎即補斗六都閫府陳雲龍謝(此匾已焚毀)。陳雲龍因軍功受賞，且熱心地方公共事務，而為地方大老(領導者），其住處「紹成堂」前道路，因而名之為「大老巷」。
光緒十三年（1887年）崁腳村武生陳志文先生、弓鞋村武生陳成章先生、新厝村蔡達芳先生等首倡暨六庄眾首事向外各地鳩資三千餘元，重修廟殿，並贈「英靈萬古」匾，文：「大清光緒十三年丁亥陽月‧日立『英靈萬古』重脩首事陳志文陳成章蔡達芳暨六庄眾仝叩。※此匾於民國八十九年（2000年）大火中焚毀
大正十三年（1924年）農曆二月，崁腳村陳高先生暨崁峰派出所日籍警員武者良作提倡，向南投郡役所申請募捐許可，經南投郡守石橋亨的讚同，召集六庄地方人士開會決議修建由松山村李有義先生、松柏村邱厚皮先生、弓鞋村陳矮古先生、新厝村陳廷輝先生等向中部各地募得壹萬餘元修建廟殿及增建廟室。
因玄天上帝救度世人靈驗，自清治時期即有龐大的信徒，靈驗事蹟經常被收錄於報紙，戰後，受天宮為接待大量進香人潮，民國四十二年（1953年）便成立理事會，民國四十六年（1957年）成立管理委員會，以便管理宮務。
民國五十四年（1965年），受天宮玄天上帝奉 玉旨代天巡狩，出巡彰化一帶，逢事必辦，解決彰化地區許多苦難，恢復地方平靜與繁榮，故彰化許多地區有感受天宮玄天上帝靈驗救苦，紛紛倡議分靈，集資建廟。
民國六十二年（1973年），管理委員會為接待龐大進香潮，經置天臺請示玉旨，於五月初九日舉行出火大典，將舊有的閩式三院格局廟拆除，改建三樓大廟，於民國六十五年（1976年）建成南北綜合式的三樓建築，一樓大殿主祀玄天上帝，二樓龍爿設蔡求仁祿位，虎爿奉祀太歲星君與斗姥元君，三樓靈霄寶殿奉祀玉皇上帝、三官大帝、張天師、玄天上帝、南斗星君、北斗星君。
民國八十八年（1999年），發生九二一大地震，轄境六庄安然無恙，受天宮樑柱卻爆裂，委員會請示玄天上帝，卻指示無須修復。民國八十九年（2000年），六月十七日深夜，從三樓凌霄寶殿傳出火苗，火勢延燒至大殿，造成廟殿與清代文物付之一炬，所幸神尊由地方人士緊急請出。
民國九十年（2001年）一月十三日臨時廟廳搭建完成，玄天上帝移駕安座，直至民國九十四年（2005年）七月六日主廟殿重建才取得建照(94)投府建管(造)字第00688號。九月三十日第十三屆重建委員會成立。十一月二十三日主廟殿拆除工程開工。
民國九十七年（2008年）十二月二日，經過七年多的派系整合，於農曆戊子年十一月初五日寅時於第二停車場過火（踏火）後入火安座。時任總統馬英九主持揭匾大典。
民國一百一十四年（2025年）5月6日，白沙屯媽祖進香首度行經南投縣，並在受天宮駐駕一晚。

## 周邊步道
- 豐柏觀光健行步道
- 廟前坑森林步道（荒廢中）
- 坑內坑森林步道[7][8][9]
- 苳柏步道（荒廢中）
- 茶香步道

## 廟宇活動
1958年11月19日，臺灣省主席周至柔蒞臨參訪。
1963年3月4日，臺灣省主席黃杰蒞臨巡視。
1973年8月，改建廟宇建築採用南北綜合式分四層廟殿。
1976年12月10日，落成入火安座，上層奉祀玉皇上帝，大殿主神北極玄天上帝。
1982年12月15日起，三天五朝建醮謝土慶祝落成，廟貌俱現規模。
1986年12月3日至9日止，舉行五天七朝圓醮大功告成。
1988年6月28日，委員會委員組團由主任委員盧聖仁率領委員二十一名，過海前往中國大陸武當山，登紫霄殿、金頂殿探聖，新雕大上帝神像一尊前往領香返鄉。
1995年9月3日，參加台灣省玄天上帝弘道協會為會員廟，會員證：第08002號。
1997年3月7日，參加台灣省道教發展基金會成立大會，加入為會員。
2000年6月17日，凌晨發生火災，廟殿內部裝潢焚燬，結構受損。
2001年1月13日，臨時廟廳搭建完成，玄天上帝移駕安座。
2005年7月6日，主廟殿重建申請到建造執照(94)投府建管(造)字第00688號。
2005年9月30日，第十三屆重建委員會成立。
2005年11月23日，主廟殿拆除工程開工。
2008年12月2日，總統馬英九在國民黨南投縣長李朝卿陪同下，參與並主持入火安座大典。
2012年，南投縣政府文化局以「南投縣名間鄉受天宮玄天上帝香期」登錄為文化資產。
2022年1月，受天宮官方網站改版，建立分靈地圖，受理分靈友宮登錄，以GIS方式顯示分靈友宮座標與資訊。

## 其他
受天宮門口的對聯使用「POP體」字型製成，跟其他廟宇不同。而對於一些民眾對此發出的質疑批評，網路上則有相關人士回應「目前的字體是以擲筊方式確認，字體是帝爺公自己選的。但當初去擲筊的耆老太老實可愛，連新時代的電腦字都拿去給神明選了」，並表示要改變字體其實不容易，需要神意、人意跟時機的配合，同時呼籲網友不要隨意批評。

## 外部連結
- 官方网站 （页面存档备份，存于）
- 松柏嶺受天宮的Facebook專頁 （页面存档备份，存于）
- 南投縣名間鄉受天宮玄天上帝香期——文化部文化資產局 （页面存档备份，存于）
- 松柏嶺受天宮分靈地圖 （页面存档备份，存于）